# James O. Fraser
James Outram Fraser (* 1886 vermutlich in St Albans, Großbritannien; † 25. September 1938 in Baoshan, China) war ein britischer evangelischer Missionar unter dem Volk der Lisu in der chinesischen Provinz Yunnan. Als Mitarbeiter der China Inland Mission arbeitete er als Evangelist, Bibelübersetzer, Bibellehrer und Gemeindegründer. Zur Alphabetisierung der Lisu entwickelte er das nach ihm benannte Fraser-Alphabet.

## Lebenslauf

### Kindheit und Jugend
James Outram Fraser, wurde 1886 vermutlich in St Albans geboren. In St Albans wuchs er mit weiteren vier Geschwistern auf. Weil er der dritte Bruder war bekam er später von den Lisu den Namen „Älterer Bruder Nummer Drei“. Sein Vater, ein schottischer Kanadier, war ein erfolgreicher Tierarzt und treuer Methodist. In seiner Teenagerzeit trennten sich seine Eltern, und die Mutter zog mit den fünf Kindern nach Letchworth Garden City. Wenn James etwas tat, so legte er eine verbissene Ausdauer an den Tag. Als Junge radelte er einmal 320 km ohne abzusteigen. Er war musikalisch sehr begabt, so dass er mit 20 Jahren sein erstes Klavierkonzert in London gab. Er war aber auch technisch und mathematisch sehr begabt, so dass er in London am Imperial College das Ingenieurwesen studierte. Der Abschluss dieses Studiums hätte ihm die besten Aussichten eröffnet, aber während dieser Zeit kam ein christliches Traktat in seine Hände, das seine persönliche Lebensplanung verändern sollte. Das Traktat stellte die Frage, was wir Jesus Christus antworten würden, wenn er jetzt wiederkäme und uns fragen würde, warum noch Millionen von Menschen nicht mit dem Evangelium erreicht worden sind. Durch diese Frage fühlte er sich persönlich herausgefordert, zur Erfüllung des Missionsbefehls Jesu beizutragen und bewarb sich nach Abschluss seines Studiums für den Missionsdienst bei der von dem Chinamissionar Hudson Taylor gegründeten China Inland Mission.

### Anfangszeit im Missionsdienst
Mit 21 Jahren begann James Fraser seine einjährige Kandidatenzeit im Hauptquartier der CIM (China Inland Mission) in London. Seine Bewerbung war zweimal wegen einer Ohrinfektion abgelehnt worden und wurde erst angenommen, als die Infektion verschwand. Im Alter von 22 Jahren reiste er nach China aus. Auf der Sprachschule in China wurde er von dem bereits lange Zeit in Yunnan tätigen Missionar John McCarthy für diese Provinz ausgewählt. Sein erster Wohnort war die Stadt Tengyue nahe an der Grenze zu Burma. Dort kam er mit Angehörigen des Lisuvolkes in Kontakt und fühlte sich gleich zu ihnen hingezogen. Die Lisu wurden von den Chinesen als „Affenmenschen“ bezeichnet und bewohnten schwer zugängliche Bergregionen. Als er einmal in ein Lisudorf zu einem Fest eingeladen wurde, begann er dort, Sätze der Lisusprache aufzuschreiben. Da aber im Laufe des Festes übermäßig Alkohol konsumiert wurde, war eine weitere Kommunikation nicht möglich.
Nachdem er Carl Gowman als Mitarbeiter bekommen hatte, machte er mit ihm und seinem chinesischen Koch Reisen in die Lisudörfer. Obwohl er die Sprache der Lisu noch nicht konnte, verkündete er ihnen dennoch das Evangelium durch Vermittlung derer, die Chinesisch verstanden. Einige wandten sich sogar von ihrer Dämonenverehrung ab, indem sie die den Dämonen geweihten Regale abbrachen und erklärten, nun Jesus zu verehren. Als aber Fraser nicht mehr anwesend war und etliche Lisu krank wurden, führten diese die Krankheit auf die Rache der Dämonen zurück und wandten sich wieder der alten Dämonenverehrung zu. Nach diesen enttäuschenden Erfahrungen bekamen Fraser und Gowman Besuch von Ba Thaw, einem Karen aus Burma, der fließend Englisch und Lisu sprach. Dieser ermutigte sie und unterstützte sie in der Unterweisung der Lisu.
Auf Vorschlag der Missionsleitung in Shanghai machte er eine sechswöchige Inspektionsreise, um die Stämme und der Bergregion zu erkunden. Dabei kam er auch in das Gebiet der Kachin. Seine Botschaft von Jesus Christus wurde von den Lisu gerne gehört und einige wollten sich von ihrem Dämonenglauben abwenden. Diese Reise festigte in ihm den Wunsch, weiterhin in diesem Gebiet zu arbeiten. Die Missionsleitung, die ihn ursprünglich in ein anderes Gebiet versetzen wollte, respektierte schließlich diesen Wunsch.
Die Inspektionsreise sowie seine bisherigen Erfahrungen hatten ihm die enormen Schwierigkeiten seiner Aufgabe vor Augen geführt. So schrieb er in die Heimat an seine Mutter und bat sie, eine Gruppe von Christen um sich zu versammeln, die regelmäßig für seine Arbeit beten sollten. Diese Gruppe versorgte er seinerseits durch regelmäßige Briefe mit Informationen aus seiner Missionsarbeit. Er zog nach einer weiteren Inspektionsreise an einen Ort im Gebiet der Lisu. Da seine Botschaft aber hier auf Gleichgültigkeit stieß, kamen ihm Zweifel, ob er wirklich auf dem richtigen Weg war. Er geriet in depressive Gedanken und dachte zeitweilig sogar an Selbstmord. Da erreichte ihn mit der Post aus England ein Exemplar der christlichen Zeitschrift „Der Überwinder“ (engl. The Overcomer), das ihn auf biblische Prinzipien aufmerksam machte, die ihm aus seinem Zustand heraushalfen.

### Der Durchbruch
Fraser studierte weiterhin die Sprache der Lisu und entwickelte für sie ein Alphabet, das als Fraser-Alphabet bekannt ist. Im Jahre 1914 verlegte er seinen Stützpunkt nach Tantsah. 1915 reiste er zum Ehepaar Geis in Burma. Hier erhielt er Hilfe von Mr. Geis und Ba Thaw bei der Ausarbeitung des Alphabets. Bei diesem Aufenthalt entschloss er sich auch, für die Bekehrung von hunderten von Lisu-Familien zu beten. Als er wieder nach Tantsah zurückkam, hatte er nicht nur mit äußeren, sondern auch mit inneren Widerständen zu kämpfen. In seinen Tagebuchaufzeichnungen finden sich Entmutigung, Teilnahmslosigkeit und Ungeduld. Nur wenige Lisu hatten bisher auf seine Botschaft reagiert, indem sie die Dämonenregale zerstörten und sich taufen ließen. Ermutigung und Hilfe bekam er durch die Lektüre der Zeitschrift „Der Überwinder“, die ihm weiterhin zugesandt wurde. Besonders hilfreich waren ihm die Artikel von Jessie Penn-Lewis.
Als er nach fünf Monaten Arbeit in Tantsah keine nennenswerten Auswirkungen sah, war er bereit, an die Missionsleitung zu schreiben und um seine Versetzung in ein anderes Einsatzgebiet zu bitten. Bevor er dies tat, wollte er aber noch eine letzte Reise durch die Lisu-Dörfer unternehmen. Auf dieser Reise fanden sich nun in einem Dorf nach dem anderen Familien, die ihre Dämonenverehrung aufgaben und Christen werden wollten. Am Ende seiner Reise hatten sich 129 Familien (ca. 600 Menschen) im Glauben Jesus Christus zugewandt. Zu dieser Zeit kam auch Ba Thaw wieder, der die weitere Unterweisung der neuen Konvertiten mit übernahm.
Auf James Fraser kamen nun andere Aufgaben zu. So musste er die jungen Christen in den Grundlagen des Glaubens unterweisen und sie zu einem neuen Lebensstil motivieren. Dazu gehörte, dass sie den Anbau von Opium sowie die Teilnahme an den Saufgelagen beenden sollten. Im Auftrag der britischen Regierung erstellte er ein Lisu-Handbuch, das neben einer Beschreibung der Geschichte der Lisu und ihrer Bräuche auch eine Lisu-Grammatik und ein Lisu-Englisch-Wörterbuch enthielt.

### Erster Heimaturlaub
Im Jahr 1922 reiste er in die Heimat zu seiner Mutter. Durch seine Berichte von der Arbeit in China konnte er noch mehr Menschen zum Gebet für diese Arbeit motivieren. Auf seiner Rückreise besuchte er auch die USA und Kanada. Als er auf einer Missionskonferenz in Kanada für die Mission unter den Lisu warb, hörte ihn Isobel Kuhn, die sich entschloss in diese Arbeit zu gehen. Seine Ausstrahlung auf der Konferenz war dort so groß, dass ein Besucher behauptete, sie auch ein Jahr später noch an dem Ort zu spüren.

### Arbeit in Gansu
Als Fraser wieder in China ankam, wurde er von der Missionsleitung nicht wieder zu den Lisu geschickt, sondern in die chinesische Provinz Gansu, weil seine Fähigkeiten dort dringender benötigt wurden. Er wurde beauftragt, einen Bericht über den Zustand der Missionsarbeit sowie der politischen Unruhen zu erstellen. Er unterstützte die Arbeit dort bis 1927. Dann mussten alle Ausländer aufgrund einer Anti-Ausländer Bewegung aus dieser Gegend evakuiert werden.

### Rückkehr zu den Lisu
Nach einigen Monaten im Hauptquartier in Shanghai kehrte er wieder zu den Lisu zurück. Hier hatten inzwischen verschiedene junge Missionarsehepaare die Arbeit übernommen, so z. B. auch das Ehepaar Kuhn.
Im Oktober 1929 heiratete er die 19 Jahre jüngere Roxie Dymond, die Tochter des Methodistenmissionars Frank Dymond. In den folgenden Jahren wurden dem Ehepaar zwei Töchter geboren.
Nach einer schweren Typhuserkrankung machte er 1934 mit seiner Familie einen Heimaturlaub bei seiner Mutter, die ihn zu ihrem 79sten Geburtstag wiedersah. Anschließend reisten sie nach Kanada, wo sie von dem 76 Jahre alten bereits erblindeten Jonathan Goforth stark beeinflusst wurden. Goforth war selbst Missionar in China gewesen.
Fraser übernahm die Leitung der Missionsarbeit in Yunnan. Später als sich diese Aufgabe als zu umfangreich herausstellte, wurde die Leitung aufgeteilt, und er übernahm die Leitung von West-Yunnan.
Er half dem Ehepaar Cooke bei der Übersetzung des Neuen Testaments in die Lisu-Sprache, dessen Fertigstellung er noch erlebte. Eine vollständige Bibelausgabe in Lisu erschien erst 1968.

### Lebensende
Frasers Frau war gerade schwanger und sollte Ende des Jahres ihr drittes Kind zur Welt bringen, als er am 21. September 1938 plötzlich Kopfschmerzen bekam und sich mit einer schweren Gehirnmalaria in Bett legen musste. Geeignete medizinische Hilfe gab es in Baoschan nicht, so dass er am 25. September starb.

## Missionsmethoden
Zentrale Bedeutung hatte für ihn das persönliche regelmäßige Gebet sowie die Gebetsunterstützung aus der Heimat. Wenn er vor Schwierigkeiten stand, war sein Gebet: „Wenn dieses Hindernis von dir ist, Herr, nehme ich es an; ist es aber vom Satan, dann weise ich es aufgrund der vollbrachten Erlösung auf Golgatha zurück.“
Fraser wollte nicht, dass die Einheimischen von den Missionaren abhängig wurden, deshalb gab er ihnen den Rat: „Bleibt nirgendwo zu lange.“
Die Lisu, die Christen geworden waren, wurden dazu ermutigt, eigene Leute zur Verbreitung des Evangeliums unter ihrem Volk auszusenden und zu finanzieren.
Die völlige Liebe unter den Mitarbeitern war ihm wichtiger als die Evangelisation. Er machte daher immer wieder mehrtägige Reisen, um gestörte Beziehungen wiederherzustellen.

## DVD
- James O. Fraser – Der Durchbruch, 32 Min, FSK ohne Altersbeschränkung, EAN:4010276401278